# اچ‌ام‌اس پاراگون (۱۹۱۳)
اچ‌ام‌اس پاراگون (۱۹۱۳) (به انگلیسی: HMS Paragon (1913)) یک کشتی بود که طول آن ۲۶۵ فوت (۸۱ متر) بود. این کشتی در سال ۱۹۱۳ ساخته شد.